# Kredyt dyskontowy
Kredyt dyskontowy – jest to kredyt, którego udzielenie jest powiązane z obrotem wekslowym. Odbiorcą kredytu dyskontowego jest posiadacz weksla, który otrzymuje kredyt w zamian za sprzedaż weksla do banku. Kwota kredytu dyskontowego jest niższa od sumy wskazanej na wekslu (dyskonto) co wynika z potrącenia przez bank odsetek, prowizji oraz innych kosztów związanych z udzieleniem kredytu. Kredyt dyskontowy umożliwia posiadaczowi weksla wcześniejsze, niż w przypadku wykupu weksla przez jego wystawcę, otrzymanie środków pieniężnych.
Charakterystyczną cechą dla kredytu dyskontowego jest fakt, że podlega on spłacie przez głównego dłużnika wekslowego (a nie przez kredytobiorcę, czyli posiadacza weksla). Jednak, gdy główny dłużnik nie wykupi weksla, bank domaga się zapłaty przez osobę, która złożyła weksel do dyskonta (tj. sprzedała go bankowi).
Bank może redyskontować weksel w banku centralnym, otrzymując kwotę weksla pomniejszoną o redyskonto.
Kredyt dyskontowy, niezależnie od przejęcia samego weksla, udzielany jest na podstawie wniosku i umowy kredytowej. Jest kredytem krótkoterminowym i może być udzielany:
- jednorazowo – w odniesieniu do każdego złożonego weksla,
- bank może uruchomić linię dyskontową poprzez przyznanie na podstawie umowy limitu dyskontowego, w ramach którego do jego wysokości i w ustalonym w umowie okresie będą przyjmowane weksle do dyskonta.

Stopa dyskontowa od kredytu dyskontowego jest zazwyczaj niższa od oprocentowania kredytu komercyjnego, ale wyższa od stopy oprocentowanie stosowanej przez NBP od kredytu redyskontowego. Fakt ten wynika z kosztu pozyskiwania przez banki środków finansowych na prowadzenie działalności kredytowej.